# Eesti Reformierakond
De Eesti Reformierakond (Estse Hervormingspartij) is een rechts-liberale politieke partij in Estland met een pro-vrije markt-standpunt. De partij wordt geleid door Kristen Michal, die sinds januari 2024 premier van Estland is. De partij is de grootste in het 101 zetels tellende parlement (Riigikogu) met 37 zetels sinds de verkiezingen van 2023.

## Geschiedenis
De partij werd gesticht door de toenmalige voorzitter van de Bank van Estland, Siim Kallas, als een splinterpartij van de Nationale Coalitiepartij Pro Patria. Bij de verkiezingen van 1995 won ze 19 zetels in de Riigikogu en werd zo de op een na grootste partij. De Hervormingspartij verving de Estse Centrumpartij in de regering in de herfst van 1995 en bleef daarin actief tot 1996. Bij de verkiezingen van 1999 verloor de partij één zetel, maar kwam terug in de regering in een coalitie met de Pro Patria Unie en de Sociaaldemocratische Partij. De partij bleef vanaf toen 17 jaar onafgebroken in de regering, waarin het deel uitmaakte van verscheidene coalities en meermaals de premier leverde: Siim Kallas (2002-2003), Andrus Ansip (2005-2014) en Taavi Rõivas (2014-2016). Bij de verkiezingen van 2007 kreeg de partij 31 zetels, een winst van 12 zetels, en werd zodanig voor de eerste keer de grootste partij. De partij verhoogde haar zetelaantal opnieuw in 2011, naar een totaal van 33 zetels. Bij de parlementsverkiezingen op 1 maart 2015 behaalde de partij drie zetels minder, maar bleef het met 30 zetels de grootste partij.
Na de val van het kabinet-Rõivas II in november 2016 belandde de Hervormingspartij voor het eerst sinds 1999 in de oppositie. Kaja Kallas, dochter van Siim Kallas, werd in april 2018 gekozen tot de nieuwe partijleider en leidde de partij bij de parlementsverkiezingen van 2019 naar vier zetels winst, waarmee het opnieuw de grootste partij van Estland bleef. Kallas slaagde er echter niet in een regering te vormen, waardoor premier Jüri Ratas van de Centrumpartij aan de macht kon blijven. Toen Ratas in januari 2021 voortijdig opstapte, greep Kallas alsnog haar kans en werd zij de eerste vrouwelijke premier van Estland.
Omdat de Hervormingspartij heeft deelgenomen in de meeste regeringscoalities van Estland sinds het midden van de jaren 1990, is haar invloed groot geweest, vooral op het vlak van de vrije markt en het laagbelastingenbeleid. De partij is een volwaardig lid van de Liberale Internationale sinds 1996, en was daarvoor een waarnemend lid tussen 1994 en 1996. Ook is ze een volwaardig lid van de Partij van Europese Liberalen en Democraten. De stichter en eerste voorzitter van de Hervormingspartij, Siim Kallas, was van 2004 tot 2014 commissaris van de Europese Commissie. Hij was ook een van de vicevoorzitters van de Commissie-Barroso I en II. In de Commissie-Juncker was voormalig minister-president Andrus Ansip commissaris en tevens een van de vicevoorzitters. In 2019 namen Ansip en Urmas Paet namens de partij zitting in het Europees Parlement.

## Partijleiders
- Siim Kallas (1994–2004)
- Andrus Ansip (2004–2014)
- Taavi Rõivas (2014–2017)
- Hanno Pevkur (2017–2018)
- Kaja Kallas (2018–2024)
- Kristen Michal (sinds 2024)